# Тібарин

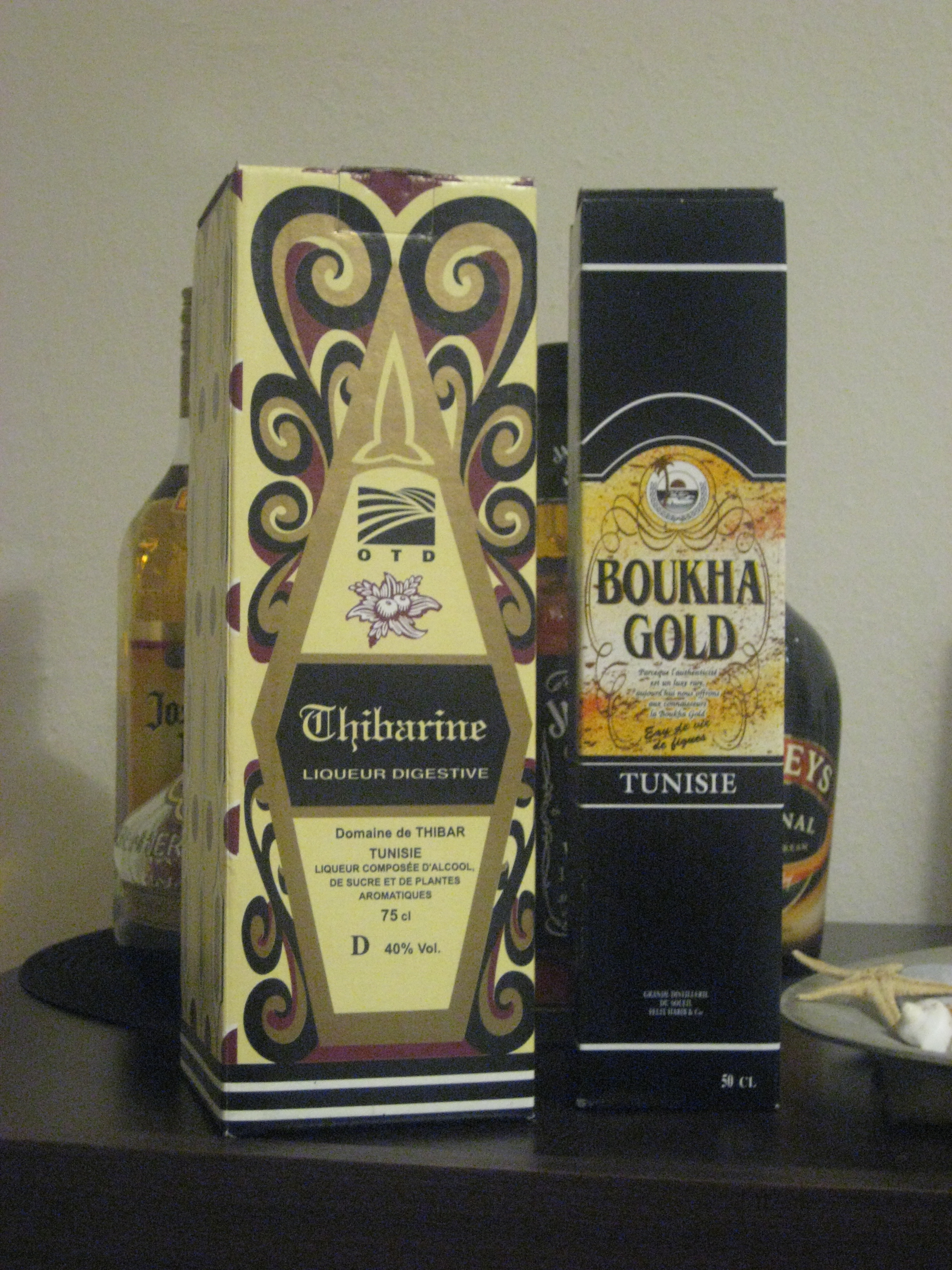
Тібарин ліворуч (поруч з бухою)

Тібарин — фініковий лікер, характерний для північного Тунісу.
Тібарин дуже солодкий і міцний (40 %). Виробляється на основі виноградного спирту з додаванням фруктових сиропів і трав. Прототип був виготовлений французькими ченцями з району Тібар поблизу Туггі. Виробляється в нинішньому вигляді ченцями з 1857 року. Сувора рецептура тримається в секреті.
За іншими данними вперше напій був створений у 1940-х роках місіонерами Африки.
Лікер слід подавати кімнатної температури або з льодом як аперитив або дижестив.